# Gommersheim
Gommersheim település Németországban, Rajna-vidék-Pfalz tartományban. Lakosainak száma 1537 fő (2023. december 31.).

## Népesség
A település népességének változása:
| Lakosok száma | 1162 | 1566 | 1545 | 1561 | 1560 | 1537 |
|               | 1975 | 2017 | 2019 | 2021 | 2022 | 2023 |